# Budd M1/M3
Der M1 und der M3 sind zwei ähnliche Serien von elektrischen Triebwagen mit mehreren Einheiten, die von der Budd Company für die Long Island Rail Road, die Metro-North Railroad und die Vorgänger von Metro-North, Penn Central und Conrail, gebaut wurden. Ursprünglich von Budd als Metropolitans bezeichnet, sind die Wagen unter den Modellnamen M1 (Ende der 1960er / Anfang der 1970er Jahre) und M3 (Mitte der 1980er Jahre) bekannter. Die Metro North-Fahrzeuge wurden unter den Serien M1A und M3A angeboten.

## Überblick

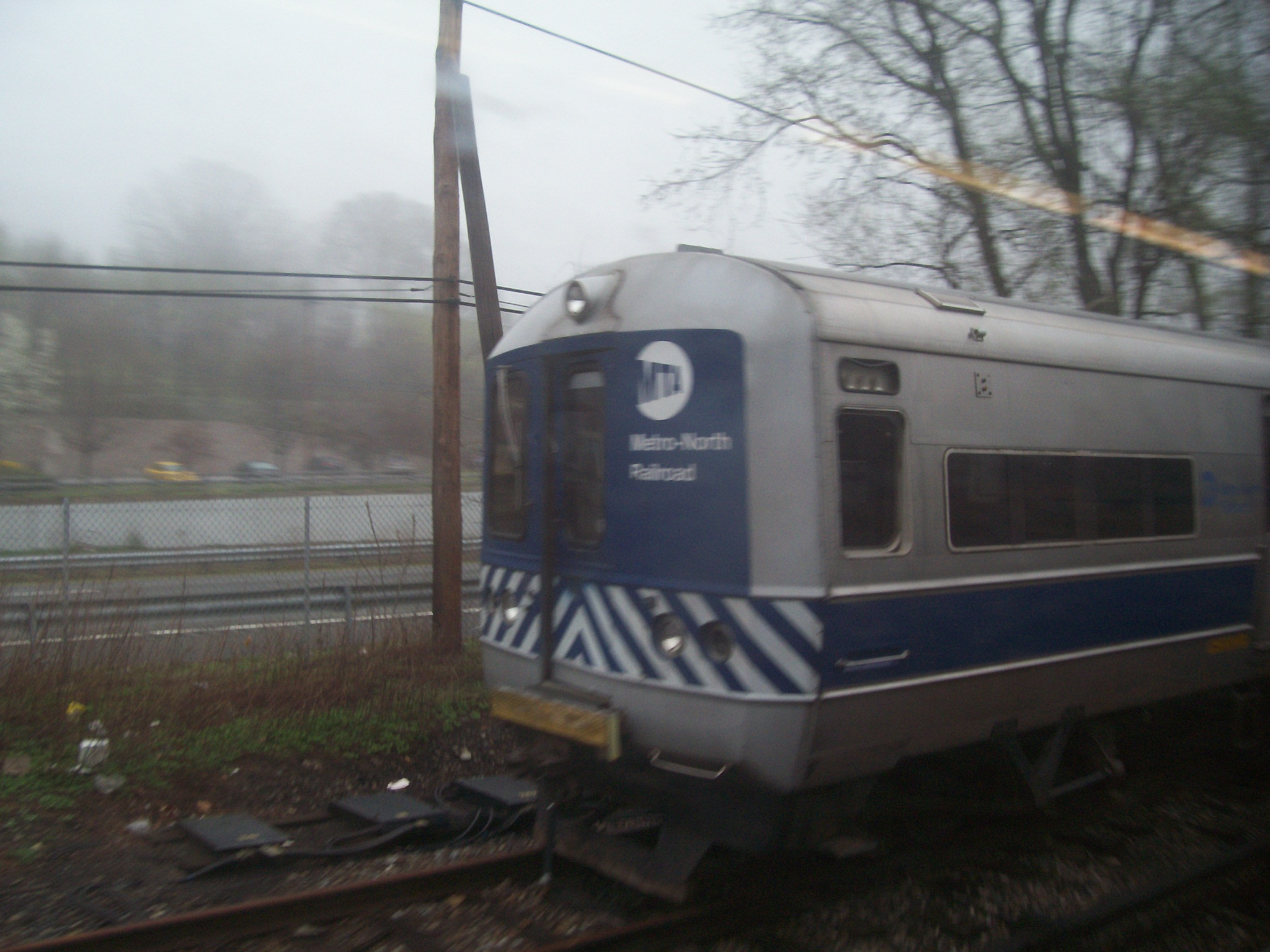
Eine kürzlich in den Ruhestand getretene Metro-North M1A auf dem Abstellgleis in Harmon Shops, April 2006

Obwohl die aus rund 900 zwischen 1908 und 1930 gebauten Elektrotriebwagen vom Typ MP54 bestehende Flotte der LIRR zwischen 1955 und 1963 um etwa 150 neuere Triebwagen der Typen MP72 und MP75 erweitert worden war, umfasste der Fuhrpark der LIRR immer noch eine große Anzahl zunehmend älterer Vorkriegswagen, die das Unternehmen aus finanziellen Gründen nicht ersetzen konnte. 1965 wurde die fast bankrotte Vorortbahn von der staatlichen Metropolitan Commuter Transportation Authority übernommen, die 1968 in Metropolitan Transportation Authority umbenannt wurde. Diese konnte dann ausreichend Kapitalmittel bereitstellen, um das System in einen guten Zustand zu versetzen. Einer der ersten Punkte auf der Liste war eine umfangreiche Bestellung neuer elektrischer Triebwagen, die die verbleibenden MP54 ersetzen und modernen Komfort und Leistung bieten konnten.
Die von Budd unter der Bezeichnung Metropolitans vermarkteten Triebwagen waren zum Zeitpunkt ihrer Einführung für ihre abgerundeten Enden und Viertelpunktschiebetüren bekannt. Die Wagen waren in Leichtbauweise konstruiert, voll klimatisiert, boten ausschließlich Hochflureinstiege ohne Stufen und wurden auf eine Höchstgeschwindigkeit von 160 Kilometer pro Stunde sowie den möglichen Einsatz im automatisierten Zugbetrieb (Automatic Train Operation) ausgelegt. Die Metropolitans waren auch der Auslöser für umfangreiche Veränderungen der Infrastruktur in ihrem Einsatzgebiet. Für den hochflurigen Einstieg wurden alle Stationen auf den elektrifizierten Strecken der LIRR von 1966 bis 1968 mit Hochbahnsteigen ausgerüstet. Der gestiegene Strombedarf erforderte eine Umstellung der Stromversorgung auf den mit Stromschiene ausgerüsteten Strecken der LIRR von 650 V DC auf 750 V DC. Am 30. Dezember 1968 wurden die M1 erstmals im fahrplanmäßigen Betrieb eingesetzt. Der erste Einsatz war ein 8-Wagen-Zug von Babylon zur Penn Station.
Mit einem völlig neuen Erscheinungsbild sowohl von innen als auch von außen verwischten die Metropolitan-Fahrzeuge die Grenze zwischen traditioneller Pendelbahn und schnellem Transit, wobei die späteren Fahrzeugreihen R44 und R46 für die New Yorker U-Bahn viele der gleichen Designelemente übernahmen. Im Vergleich zu den älteren Wagen mit ihren Flügelfenstern, langsamen Geschwindigkeiten, rauer Federung und knurrenden Getrieben leiteten die Metropolitans eine neue Ära des Pendelns in der Region New York ein.

## M1/M1A-Serie

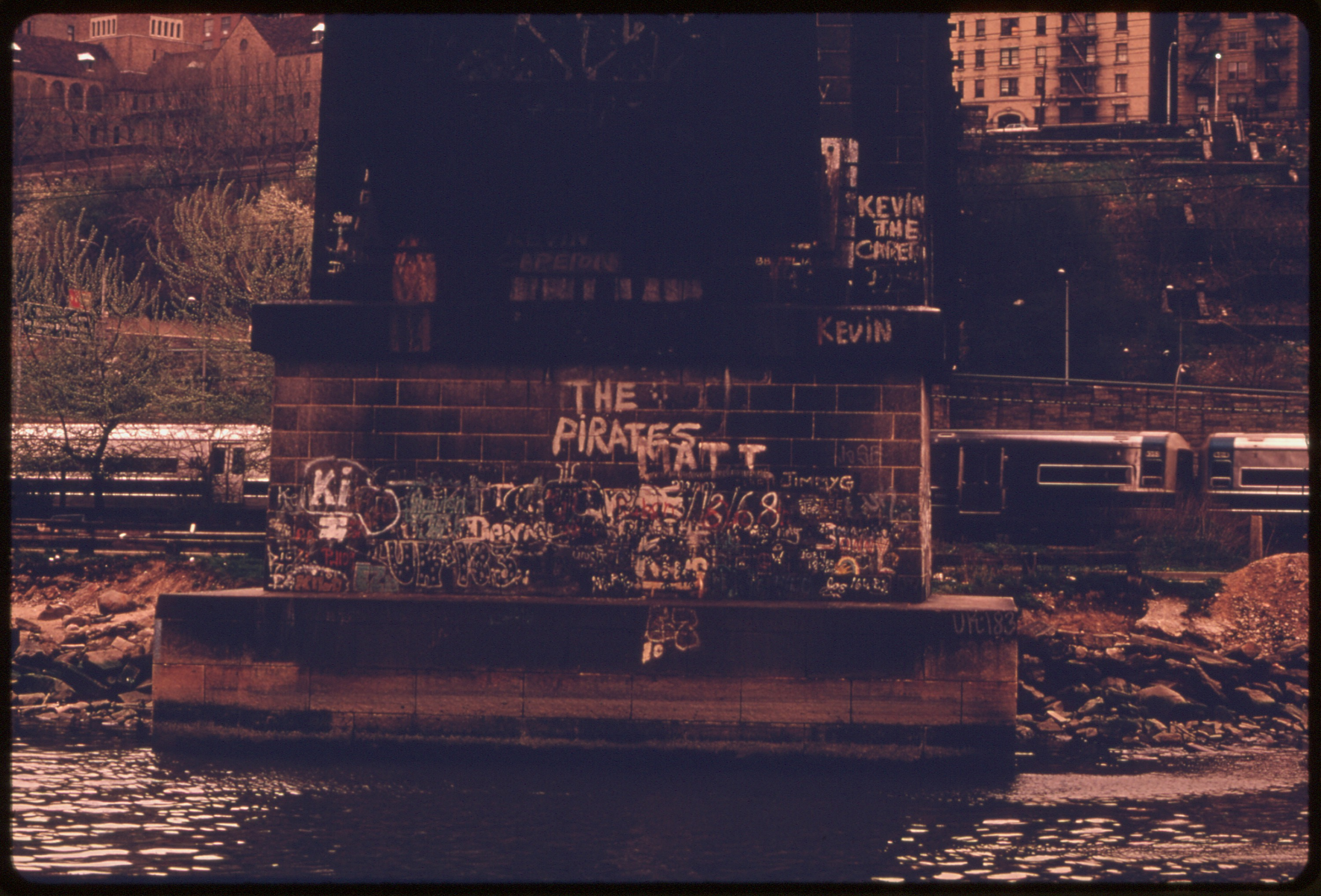
M1As 1974 auf der Hudson Line auf der Highbridge, Bronx

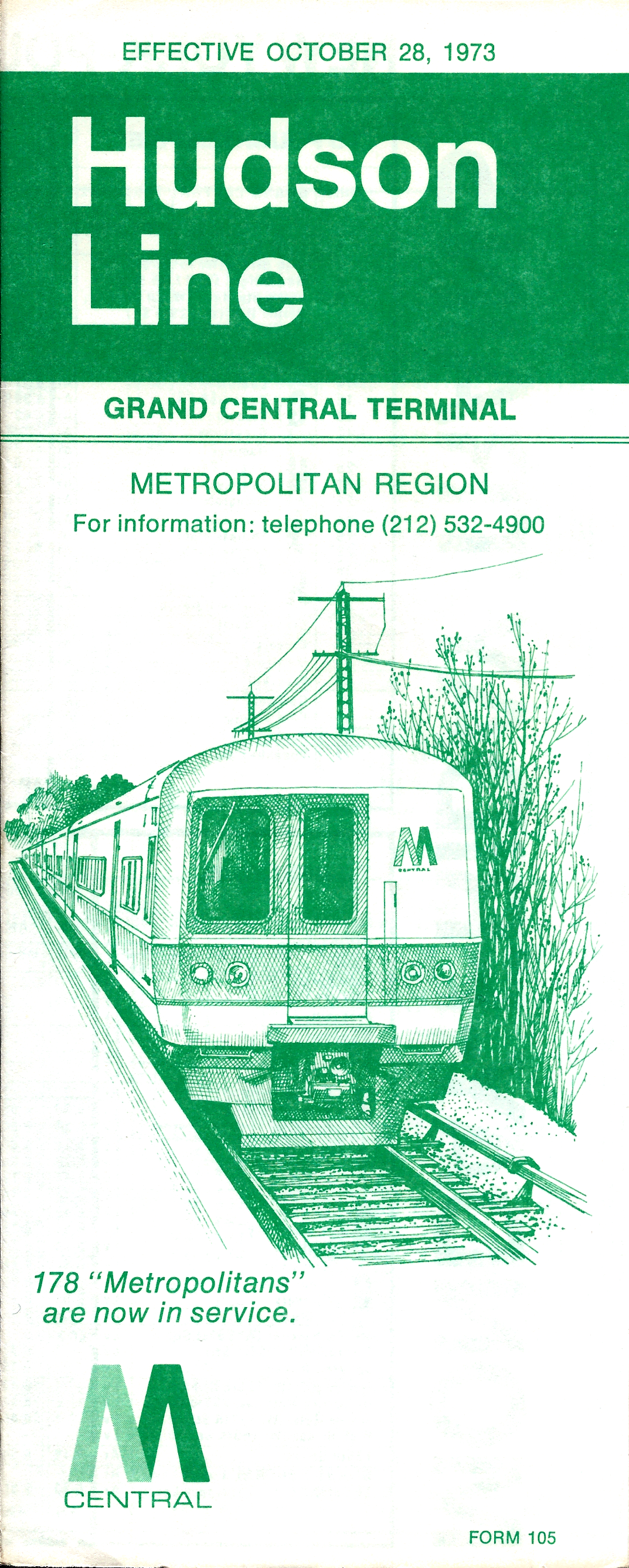
Penn Central Railroad Form 105 mit Wirkung zum 28. Oktober 1973, die die Vorortfahrpläne der Hudson Line der neu geschaffenen Metropolregion zeigt. Die damals neuen Budd-M-1-Metropolitan-Triebwagen waren gerade ausgeliefert und in Betrieb genommen worden.

Die M1-Serie wurde sowohl vom Staat New York als auch von der damals noch jungen Metropolitan Transportation Authority finanziert, die den Betrieb der Strecken während des Auftrags teilweise aufnahm. Die zwischen 1968 und 1973 für die LIRR gebauten 770 M1 (9001–9770) stellten bis zu diesem Zeitpunkt die größte Einzelbestellung von elektrischen Mehrfacheinheiten in Nordamerika dar. Von 1968 bis 1971 befanden sich 620 Wagen in der Grundbestellung, 1973 folgten 150 Optionswagen. Für den ehemaligen Pendlerbetrieb von New York Central von 1971 und 1973 wurden zusätzliche 178 M1A (8200–8377) gebaut, so dass die Eisenbahn ihre verbleibenden MU-Fahrzeuge aus der Vorkriegszeit und die ACMUs der Serie 100 4500 (die eine 20-jährige Überholung benötigten) ersetzen konnte. Jeder Wagen, der Budd Pioneer III-Achsen verwendete und von vier GE 1255 A2-Traktionsmotoren mit 148 PS (110 kW) angetrieben wurde, hatte 592 PS. Sie wurden entwickelt, um 160 Kilometer pro Stunde im Betrieb fahren zu können, erreichten aber aufgrund von Strecken- und Signalbeschränkungen nur rund 130 Kilometer pro Stunde im Betrieb. Die LIRR-Wagen unterstützten auch den automatischen Zugbetrieb, obwohl auch dieser nie im Einsatz war.

### Cosmopolitans
Nach dem Erfolg des M1/M1A produzierten der MTA und ein Joint Venture zwischen GE, Budd, dem Canadian Vickers und Avco eine Reihe strukturell ähnlicher Wagen für die New Haven Line. Die zwischen 1972 und 1977 gebauten M2, die von Budd als Cosmopolitans bezeichnet wurden, ersetzten die ehemaligen Elektrotriebwagen der New Haven auf der New Haven-Hauptstrecke und der New Canaan Branch vollständig. Budd und MTA lizenzierten das Design später für aktualisierte Versionen an andere Hersteller.

### GTELs
In den späten 1970er Jahren wurden acht „GTEL“-Züge (Gas Turbine-ELectric) gebaut; vier wurden von Garrett AiResearch und vier von General Electric gebaut. Diese Wagen hatten die Nummer 4001-4008 und wurden sowohl von einem Gasturbinentriebwerk als auch von einer dritten Schienensammlung für einen Dual-Mode-Betrieb angetrieben. Sie wurden vom LIRR getestet, um festzustellen, ob es möglich ist, solche Wagen auf nicht elektrifizierten Zweigen zu fahren. Sie benutzten die M1-Karosserien, hatten aber niedrige Einstiegstreppen. Nach etwa 1977 waren die Wagen außer Betrieb. Die von Garrett gebauten Wagen wurden letztendlich verschrottet, während die von General Electric gebauten Wagen zu M1As für Metro-North wurden.

## M3/M3A-Serie

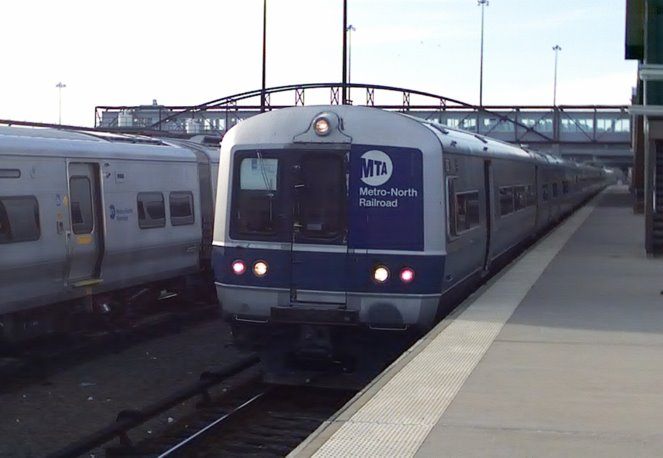
Ein Budd M3A bei Croton Harmon, August 2006. Im Hintergrund ist eine M7A zu sehen.

Mit der Erweiterung der Elektrifizierungsbereiche beider Eisenbahnen bestellte die MTA 1982 eine weitere Serie, die M3-Serie. Die M3 waren im Wesentlichen kompatibel mit der M1-Serie und (äußerlich) sehr ähnlich. Sie hatten aktualisierte mechanische Elemente, wie die Verwendung von GSI-70-Achsen von General Steel Industries, und einige andere kleine Unterschiede. Die Traktionsmotorkühlung wurde dem M3 auf Kosten des zusätzlichen Gewichts hinzugefügt, was durch die Verwendung leistungsstärkerer GE-1261-Motoren mit 160 PS (120 kW) ausgeglichen wurde. Selbst mit der zusätzlichen Leistung führte dies zu anderen Beschleunigungs- und Bremsraten als beim M1.
Zwischen 1984 und 1986 wurden für die LIRR 174 M3 (9771–9944, 9891 und 9892 nach dem Massaker an der Long Island Rail Road in 9945 und 9946 umnummeriert) mit 142 M3As (8000-8141) für Metro North hergestellt, die zwischen 1984 und 1986 eintrafen.
Dieser Auftrag war der vorletzte von Budd, der im April 1987 das Werk verließ, nachdem er den Namen „TransitAmerica“ angenommen hatte, unter dem die letzten M3 hergestellt wurden, obwohl ihre Bauherren den Namen Budd behielten.

## Sanierung
Mit der Einführung der M3-Serie wurden die Fahrzeuge M1 und M1A Ende der 1980er Jahre jeweils umgebaut, um ihre Nutzungsdauer zu verlängern. Die überholten Innenräume waren denen der M3 sehr ähnlich. Dennoch begann die Zeit ihren Tribut an die ursprünglichen M1-Wagen zu fordern, und Ende des 20. Jahrhunderts war die Zeit für die Wagen knapp.
Einige Metro-North M3As wurden 2006/2007 geringfügig im Innenraum aktualisiert. Die LIRR M3 haben jedoch ihren ursprünglichen, altmodischen Innenstil aus Holz und Kunstleder beibehalten.
1994 erhielten alle M1 und M1As Scheinwerfer, die in der Mitte ihrer vorderen Glasfaserhauben angebracht waren, um die oberen Bereiche zu beleuchten. Diese Änderung erfolgte nach einem Vorfall, bei dem ein Metro-North-Lokführer, der einen M1A-Zug bediente, schwer verletzt und geblendet wurde, als ein Aschenblock unter einem Zaun einer Unterführung durch die Windschutzscheibe des Zuges krachte.

## Außerbetriebnahme

### M1

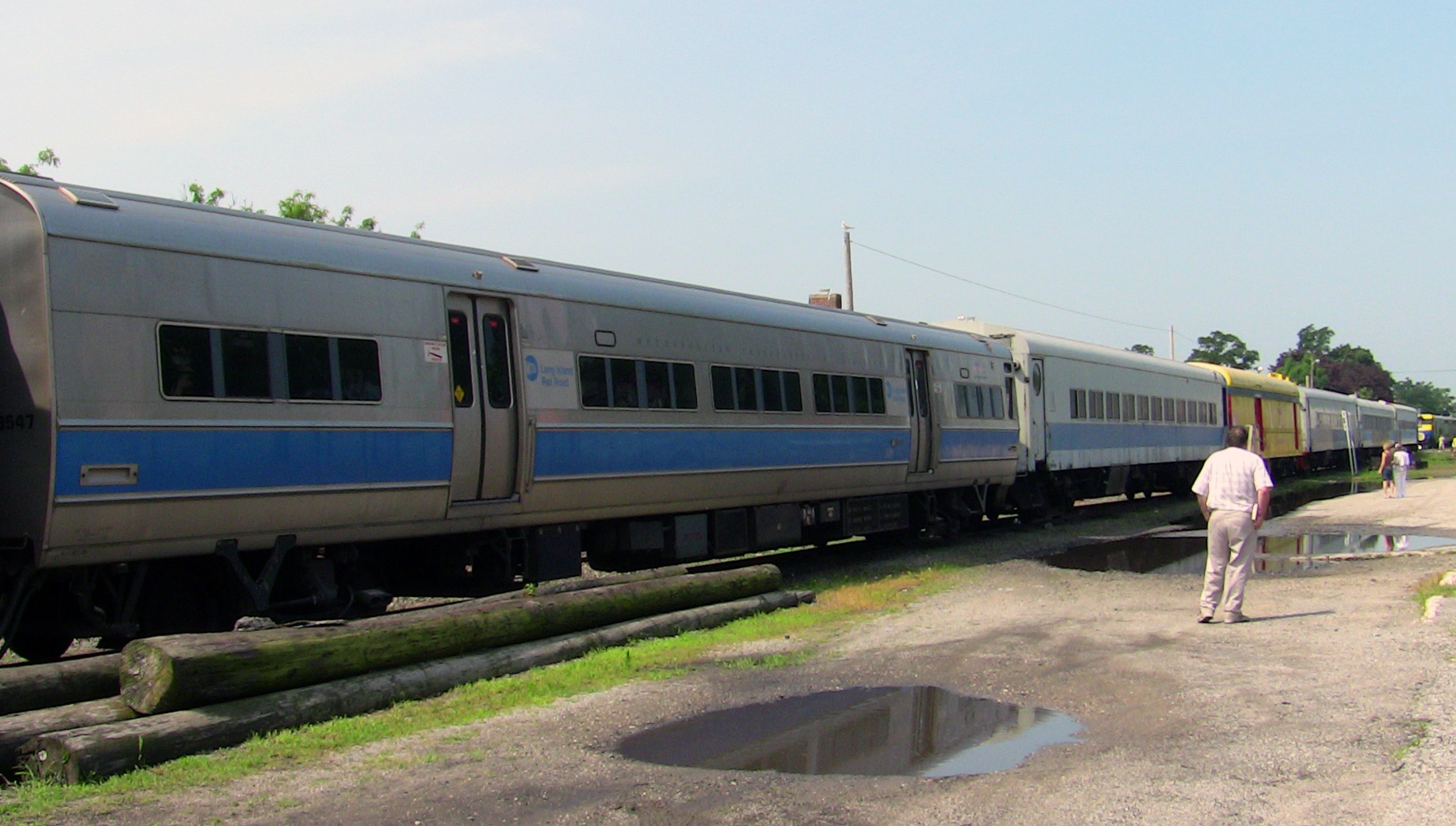
Ein LIRR M1 mit anderen Wagen im Railroad Museum von Long Island in Riverhead.

1999 erteilte die MTA der Bombardier Transportation den Auftrag, den Ersatz für die M1-Serie, die M7-Serie, zu bauen. Mit der Ankunft der ersten M7 bei der LIRR im Jahr 2002 und der ersten M7As bei Metro North im Jahr 2004 begannen beide Linien, die M1-Serie einzustellen. LIRR musterte die letzten M1-Wagen im Januar 2007 aus, während eine kleine Anzahl von M1As bis März 2009 in Metro-North im Einsatz waren.
Das Eisenbahnmuseum von Long Island in Riverhead, NY, erhielt das M1-Paar 9547/9548. Das Paar 9411/9412 ging als Trainingswagen an die Nassau County Fire Service Academy in Bethpage. Die Wagen 9401 und 9591 wurden in E401 bzw. E591 umnummeriert und dienen als Schienenadhäsionswagen. Das Paar 9745/9746 wurde vom New York Transit Museum bis Mai 2018 gelagert, bevor es zur Verschrottung vom Grundstück genommen wurde.

### M3
In den 1990er Jahren wurde der M3-Wagen 9776 bei einem Unfall zerstört und anschließend verschrottet. Sein „Partner“ 9775 wurde zu einem Schienenadhäsionswagen umgebaut und in E775 umnummeriert. Am 22. Januar 2013 ging der Wagen 9870 außer Betrieb, weil er mit einem Auto am Bahnhof Brentwood kollidierte und Feuer fing. Sein Partner 9869 wurde mit 9772 gepaart, der seinen Partner 9771 aufgrund von Stromausfällen an diesem Wagen verloren hatte. Der Wagen 9932, der aus unbekannten Gründen seinen Partner verlor, wurde ebenfalls zu einem Schienenadhäsionswagen umgebaut und in E932 umnummeriert.
Zwischen 2011 und 2013 wurden 20 M3-Fahrzeuge vorzeitig außer Betrieb genommen und für die Erhaltung anderer Fahrzeuge ausgeschlachtet; im Jahr 2018 wurden sie verschrottet.
Im Jahr 2018 wurde das M3-Paar 9901/9902 zu einem Paar Schienenadhäsionswagen umgebaut. Die Wagen wurden in E901/E902 umnummeriert. Sie wurden mit Hochleistungslasern von Laser Precision Solutions aus den Niederlanden nachgerüstet, um Blattreste zu verbrennen.
Ab 2013 gab die MTA fast zwei Milliarden US-Dollar aus, um einen Ersatz für die M3-Serie, den M9, zu beschaffen. Die Flotte ähnelt der M7, und die ersten Fahrzeuge wurden 2018 geliefert. Ab Oktober 2017 waren 92 M9-Fahrzeuge geplant, mit Optionen für bis zu 494 weitere.
Aufgrund von Verzögerungen im M9-Vertrag plant die Long Island Railroad den Wiederaufbau und die Inbetriebnahme von mindestens 80 bis 100 M3-Wagen bis mindestens zum Jahr 2024.